# Sauron rayi
Sauron rayi är en spindelart som först beskrevs av Simon 1881.  Sauron rayi ingår i släktet Sauron och familjen täckvävarspindlar. Inga underarter finns listade i Catalogue of Life.